# 湯川寛吉
湯川 寛吉（ゆかわ かんきち、慶応4年5月24日（1868年7月13日） - 昭和6年（1931年）8月23日）は、第5代住友総理事である。

## 経歴
慶応4年（1868年）5月24日、紀伊国東牟婁郡新宮町841番地（現和歌山県新宮市千穂1丁目）で紀伊新宮藩の藩医湯川寛斎と八重の長男として生まれた。新宮小学校を卒業後、和歌山中学校へ入学したが中退し、東京ドイツ協会学校に在籍した。明治15年（1882年）東京大学予備門に入学して医科大学へ進む予定であったが、独法科が設置された法科大学に転学し、明治23年（1890年）東京帝国大学法科大学独法科を卒業した。
同年逓信省に入り、明治27年（1894年）日清戦争の野戦高等郵便局長として戦地で活躍、明治28年（1895年）東京郵便電信学校の校長となる。明治30年（1897年）万国郵便会議委員として外遊、同年逓信省参事官、明治31年（1898年）東京郵便電信局長、明治32年（1899年）外務省参事官兼任、明治36年（1903年）東京通信管理局長などを歴任した。
明治38年（1905年）大学の先輩である鈴木馬左也の推挽によって住友に入社した。入社と同時に住友本店支配人となり、鈴木総理事の補佐役となった。明治43年（1910年）理事に昇進し、総本店支配人、さらに住友伸銅所支配人を兼ね、鈴木・中田に次ぐナンバースリーに位置した。明治44年（1911年）伸銅場から電線事業を分離し、住友電線製造所（住友電工の前身）を設立した。
大正4年（1915年）には、住友鋳鋼所（住友金属の前身）の取締役、大正14年（1925年）には取締役会長となる。大正4年（1915年）住友銀行筆頭常務に転じ、銀行業務拡張のため欧米を視察。市中邦銀最初の海外支店として、カリフォルニアとハワイに支店を設置した。
大正10年（1922年）大阪手形交換所委員長、ついで大正14年（1925年）住友合資総理事に就任した。総理事就任後は、住友を産銅資本から総合企業へ飛躍させるため、別子鉱業所を住友合資会社の直営から分離し、本社傘下の連系会社にするなど、住友は、海上火災・信託・生命・倉庫・銀行・大阪北港・ビルデイング・林業所・鉱山・炭鉱・伸銅鋼管・製鋼所・電線製造所・日本電気・肥料製造所・日本板硝子の連系各社を擁する総合企業となる。
昭和3年（1928年）停年を迎えたが、若い16代家長住友友成の後見人として停年が3年間延長された。昭和5年（1930年）任期延長を満たさず総理事を辞職し、相談役として、また貴族院議員（1930年12月23日就任、研究会所属）として、関西経済界の重鎮となる。しかし昭和6年（1931年）8月23日、インフルエンザによる肺炎により64歳で急逝した。

## 栄典
位階
- 1897年（明治30年）2月10日 - 従六位[3]

勲章等
- 1895年（明治28年）12月25日 - 勲五等双光旭日章[4]
- 1928年（昭和3年）11月10日 - 勲三等瑞宝章[5]